# Альфред Мішо
Альфред Мішо (фр. Alfred Michaux; 5 липня 1859, Кланле, Франція — 1937, Булонь-сюр-Мер, Франція) — французький адвокат і есперантист.

## Біографія

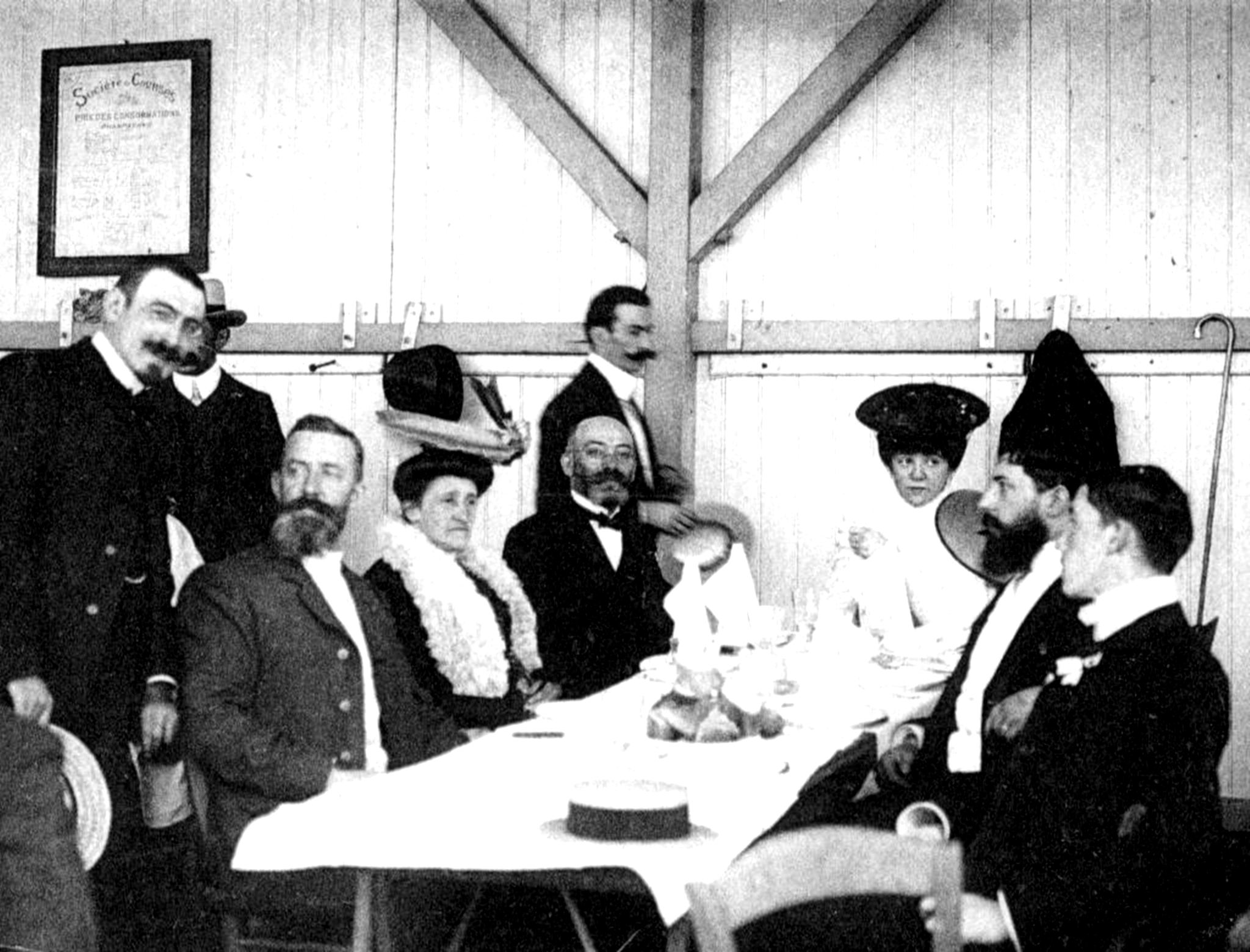
А. Мішо (на фото сидить перший ліворуч) і Л. Заменгоф (сидить в центрі) на I Всесвітньому конгресі есперантистів

Народився в Кланле, департамент Па-де-Кале, здобув юридичну освіту, працював адвокатом у Булонь-сюр-Мер. Займався спортом, мав широке коло інтересів, цікавився створенням планових мов, освоїв Neo-latine, а згодом, завдяки знайомству з Луї де Бофроном, вивчив есперанто і став палким прихильником цієї мови. У серпні 1904 року А. Мішо організував в Кале зустріч 120 есперантистів з Франції та Великої Британії, на якій було прийнято рішення наступного року провести перший міжнародний конгрес есперантистів, і Мішо брав активну участь у підготовці і проведенні цього заходу.
Перший всесвітній конгрес есперантистів відбувся в Булонь-сюр-Мер з 5 по 12 серпня 1905 року, в ньому взяли участь 688 делегатів із 20 країн світу. А. Мішо особисто попіклувався про теплий прийом творцеві есперанто Л. Заменгофу, який все-таки прибув на конгрес і активно брав участь у його роботі. Згодом Альфред Мішо вів велику роботу з пропаганди есперанто, виступаючи з лекціями в Бельгії, Нідерландах й Англії, а також очолював Міжнародну організацію юристів-есперантистів (есп. Societo Internacia Juristoj Esperantistaj Societo Internacia Juristoj Esperantistaj).
Вважаючи, що деякі професійні групи (наприклад, лікарі) в своїй практиці не зможуть відмовитися від використання латинської мови, Альфред Мішо в 1912 році розробив і подав на розгляд загалу власний проект «спрощеної латини» — Romanal, але ця ідея не отримала підтримки. А. Мішо був також членом Академії інтерлінгви.
Автор ряду статей і книг про есперанто. У співавторстві з П. Буле написав посібник «Новий метод самостійного вивчення есперанто» (1905).

## Публікації
- 1912: Étude des projets soumis à l '«Academia pro Interlingua» sur la langue universelle, éditions Lajoie, Boulogne-sur-Mer, 1912
- 1917: Une langue internationale anglo-latine, éditions Lajoie, Boulogne-sur-Mer, 1917
- 1920: Evolucio libera aŭ Akademio, Librairie Espérantiste, Paris, 1920
- 1922: Étude de langue internationale, éditions Academia pro Interlingua, Turin, 1922